# François Marty
Gabriel Auguste François Marty, francoski rimskokatoliški duhovnik, škof in kardinal, * 18. maj 1904, Pachins, † 16. februar 1994.

## Življenjepis
28. junija 1930 je prejel duhovniško posvečenje.
6. februarja 1952 je bil imenovan za škofa Saint-Floura; 1. maja istega leta je prejel škofovsko posvečenje.
14. decembra 1959 je bil imenovan za sonadškofa Reimsa in za naslovnega nadškofa Hemese; 9. maja naslednje leto je nasledil nadškofovski položaj.
Novembra 1964 je postal prelat Mission de France o Pontigny, 26. marca 1968 nadškofa Pariza in 29. marca istega leta apostolskega vikarja za verujoče vzhodnih obredov. Julija 1968 je odstopil kot prelat.
28. aprila 1969 je bil povzdignjen v kardinala in imenovan za kardinal-duhovnika San Luigi dei francesi.
Leta 1981 se je upokojil kot nadškof. 
Umrl je v prometni nesreči dva meseca pred svojim 90. letom starosti.